# Југословенска ратна морнарица
Југословенска ратна морнарица (скраћено ЈРМ), била је вид Југословенске народне армије чија је сврха била да штити суверенитет и територијални интегритет СФР Југославије самостално и у сарадњи с осталим видовима и родовима Оружаних снага СФРЈ на Јадрану, пловним рекама и језерима.
Њезини основни задаци били су одбрана обале, острва и обалног мора, пловних река и језера, подршка снагама копнене војске и територијалне одбране у борбеним дејствовањима дуж обалног појаса и речних токова, одржавање превласти у властитом обалном мору и спречавање агресора да је успостави на Јадрану.
Престала је да постоји 1992. године, укидањем СФРЈ, односно проглашењем СР Југославије. Србија и Црна Гора су успоставиле Ратну морнарицу СРЈ, док је Хрватска задржала само мањи део пловила и на основу тога формирала Хрватску ратну морнарицу.

## Историјат
Пошто су партизани током 1942. године успели да заробе неколико италијанских пловила, 10. септембра 1942, у Подгори код Макарске била је основана морнарица НОВЈ. Морнарица је поседовала велик број мањих бродова, којима су њени припадници изводили нападе на италијанске конвоје у Јадрану.
Након рата, морнарица НОВЈ је прерасла у ЈРМ, која је користила бројне немачке и италијанске подморнице, разараче, миноловце и десантне тенконосце који су били заробљени током рата или су добивени у виду ратних репарација. Од САД је, крајем 1940-их, било набављено осам торпедних чамаца, но већина тих јединица је ускоро отписана, јер су застареле.
Моћ ЈРМ је повећана током 1960-их када је из Совјетског Савеза допремљено десет ракетних чамаца класе Оса-I и четири торпедна чамца класе Шершен. За Шершене је касније добивена и лиценца тако да је у Југославији израђено још 11 бродова.
Година 1980. и 1982, из Совјетског Савеза су достављене две ракетне фрегате класе Кони притом добивши називе ВПБР-31 Сплит и ВПРБ-32 Копер (ВПБР = Велики Патролни БРод). Године 1988, на основу класе Кони, у Краљевици су биле израђене две домаће фрегате класе Котор: ВПБР-33 Котор (1986) и ВПБР-34 Пула (1988). Током 1960-их, СФРЈ је развила могућност израде домаћих подморница. Године 1990, главна нападачка подморница је била класа Сава која је била наоружана са шест торпедних цеви промера 533 мм (у службу ушла 1978), а раније током касних 1960-их у службу су ушле и три мање подморнице класе Херој које су биле наоружане с четири торпедне цеви. Тада већ застареле, две подморнице класе Сутјеска су углавном коришћене за потребе обуке морнара те су на почетку 1980-их повучене. Задња израђена класа подморница су диверзантске подморнице класе Уна са шест направљених пловила, а коришћене су за превоз диверзаната и минополагање унутар непријатељског подручја. У то време је израђена и мокра ронилица Р-2 Мала, које су коришћене за подводне радове и за потребе специјалних јединица.
Од бродова за извођење брзих ракетних напада, осим совјетских Оса I, ЈРМ је располагала са шест ракетних топовњача (РТОП) класе 401 (Кончар). Израђене су на темељу шведског дизајна а биле су наоружане с две П-15 ракете и Бофорс топовима за противваздушну одбрану. Патролни бродови су углавном коришћени за патролирање граница те противподморничку борбу. У тренутку распада СФРЈ, најновији патролни бродови су били класе Мирна с 11 израђених пловила, раније током 1960-их је израђено и пет бродова класе Ц-80, а у служби су били и противподморнички бродови класе „Краљевица“.
ЈРМ је располагала с флотом миноловаца која је за оно време сматрана адекватном. Коришћени су миноловци класе „Вуков Кланац“ те одређен број других бродова који су били израђивани на страним дизајнима. У складу с ондашњом доктрином, ЈРМ је током 1980-их користила већи број десантно-јуришних чамаца (ДЈЧ) који је требало да осигурају добру повезаност с острвима.
Обалне битнице су биле опремљене ракетама земља-земља и топовима. Ракетни системи су укључивали мобилни систем Рубеж и југословенски БРОМ. Артиљеријски системи су били из разноликих извора. Коришћено је преко 400 88 мм, 122 мм, 130 мм и 152 мм топова који су набављени из Совјетског Савеза, САД, послератне Немачке и из домаћих фабрика.

## Организација
Цела обала СФР Југославије је била део зоне којој је командно средиште било у Сплиту. Та зона је још била подељена на три мања морнаричка дистрикта и речну флоту. Велике морнаричке базе су биле смештене у Сплиту, Шибенику, Пули, Плочама и Кумбору, а за речну флотилу главна лука је био Нови Сад на Дунаву. Флота је била подељена у ракетне, торпедне и патролне бригаде, подморничарску дивизију и флотиле миноловаца. ЈРМ је имала и потпору једне ескадриле противподморничких хеликоптера за дејствовање у обалним подручјима. Средиште јој је било у Дивуљама, а била је опремљена совјетским Ка-25, Ка-28 и Ми-8 те домаће израђеним Газелама.

### Маринци
Чланови 12. Морнаричке Пјешадијске Бригаде су били маринци Југословенске ратне морнарице, а формално су престали да постоје 4. фебруара 2003. године, када су укључени у морнарицу Србије и Црне Горе. Првобитно седиште 12. бригаде је било у Сплиту, но касније је премештено у Котор. Састојала се од 900 до 2000 војника који су били распоређени у два до три батаљона. Како се радило о вишенационалној скупини, почетком сукоба на подручју СФРЈ бригада се распала, те је врло мало учествовала у борби. Највећи остаци бригаде су с временом прешли у Црну Гору.